# La Guéroulde
La Guéroulde è un ex comune francese di 766 abitanti situato nel dipartimento dell'Eure nella regione della Normandia. Dal 1º gennaio 2016 è stato soppresso formando, con i comuni di Breteuil e Cintray, il nuovo comune di Breteuil-sur-Iton e diventandone comune delegato. 

## Società

### Evoluzione demografica
Abitanti censiti